# Джером (Іллінойс)
Джером (англ. Jerome) — селище (англ. village) в США, в окрузі Сенґамон штату Іллінойс. Населення — 1692 особи (2020).

## Географія
Джером розташований за координатами 39°46′4″ пн. ш. 89°40′42″ зх. д. / 39.76778° пн. ш. 89.67833° зх. д. (39.767699, -89.678407).  За даними Бюро перепису населення США в 2010 році селище мало площу 1,17 км², уся площа — суходіл.

## Демографія
Згідно з переписом 2010 року, у селищі мешкало 1656 осіб у 839 домогосподарствах у складі 430 родин. Густота населення становила 1417 осіб/км².  Було 884 помешкання (756/км²).
Расовий склад населення:
| - 90,3 % — білих - 4,0 % — чорних або афроамериканців - 2,5 % — азіатів - 0,4 % — корінних американців |

До двох чи більше рас належало 2,0 %. Частка іспаномовних становила 2,1 % від усіх жителів.
За віковим діапазоном населення розподілялося таким чином: 16,7 % — особи молодші 18 років, 62,6 % — особи у віці 18—64 років, 20,7 % — особи у віці 65 років та старші. Медіана віку мешканця становила 44,1 року. На 100 осіб жіночої статі у селищі припадало 83,8 чоловіків;  на 100 жінок у віці від 18 років та старших — 79,6 чоловіків також старших 18 років.
Середній дохід на одне домашнє господарство  становив 59 923 долари США (медіана — 44 647), а середній дохід на одну сім'ю — 80 489 доларів (медіана — 70 952). Медіана доходів становила 41 087 доларів для чоловіків та 32 639 доларів для жінок. За межею бідності перебувало 7,1 % осіб, у тому числі 0,0 % дітей у віці до 18 років та 5,8 % осіб у віці 65 років та старших.
Цивільне працевлаштоване населення становило 897 осіб. Основні галузі зайнятості: освіта, охорона здоров'я та соціальна допомога — 20,8 %, публічна адміністрація — 16,5 %, мистецтво, розваги та відпочинок — 14,9 %, роздрібна торгівля — 14,0 %.